# Liua
Liua är ett släkte av groddjur som ingår i familjen vinkelsalamandrar.
Dessa salamandrar förekommer i Kina.
Arter enligt Catalogue of Life:
- Liua shihi
- Liua tsinpaensis